# Мухсен ар-Рамли
Му́хсен ар-Рамли (араб. محسن الرملي‎; род. 7 марта 1967, Ирак) — писатель, поэт, переводчик. Пишет на арабском и на испанском языках.

## Биография
Изучал испанскую филологию в Багдадском университете. С 1995 года проживает в Испании.
В 2003 году ему присуждена докторская степень по философии и испанской филологии в Мадридском автономном университете (тема его диссертации — "Следы исламской культуры в «Дон Кихоте»" (исп. Las huellas de la cultura islámica en el Quijote).
Переводчик нескольких испанских классиков на арабский язык, основатель и соавтор культурного журнала «Альвах» (араб. ألواح‎). Преподаёт в Сент-Луисском университете в Мадриде.

## Из его напечатанных работ
- Подарок будущего века (Рассказы) 1995.
- В поисках живого сердца (Театр) 1997.
- Далекие листы от Тигра (Рассказы) 1998.
- Веселые крошки (Роман) 2000 (Арканзасская премия[англ.] в 2002 году за перевод на английский).
- Счастливые ночи бомбардировки (Рассказ) 2003.
- Все мы вдовцы ответов (Поэзия) 2005.
- Финиковые пальцы (Роман) 2008.